# هارون الرشيد (مسلسل)
مسلسل هارون الرشيد مسلسل تاريخي مصري، عرض عام 1997، ويعرض قصة الخليفة العباسي هارون الرشيد؛ ويصور أيام الدولة الإسلامية في عهد الدولة العباسية ومجدها التاريخي.

## نبذة
- الإنتاج: مصري.
- البطولة: نور الشريف.
- قصة وسيناريو وحوار: عبد السلام أمين.
- الإخراج: أحمد توفيق.

## الممثلون
نور الشريف، عبلة كامل، أشرف عبد الغفور (دور موسى الهادي)، محمود الجندي، رشوان توفيق، منى عبد الغني، هدى سلطان، عبير الشرقاوي، محمد رياض، مديحة حمدي، مصطفى متولي، وجدي العربي، أسامة عباس، يسري مصطفى، وفاء سالم، طارق فؤاد، محمود عزمي، محمد أحمد المصري، عبد الغفار عودة، مصطفى الدمرداش، عبد العزيز مخيون، خليل مرسي، أحمد الشناوي، مفيد عاشور، محمد ناجي، فاروق الرشيدي، فايق عزب، محمد إسماعيل، رشوان سعيد، حسام عادل، مؤمن حسن، نشوى مصطفى، عمرو عبد الجليل، سامي مغاوري، عائشة الكيلاني، عبد المنعم سعد، عبد الرحيم حسن، عثمان الحمامصي، رؤوف مصطفى، ماجد العبيد، أمينة رزق، رجاء الجداوي، سناء شافع.

## الجوائز
حصد مسلسل الأمير المجهول هارون الرشيد الكثير من الجوائز منها أفضل سيناريو وأفضل إخراج وأفضل تمثيل وأفضل ديكور....

## وصلات خارجية
مقدمة مسلسل هارون الرشيد على اليوتيوب على يوتيوب